# Saint-Augustin (Charente Marittima)
Saint-Augustin è un comune francese di 1 250 abitanti situato nel dipartimento della Charente Marittima nella regione della Nuova Aquitania.

## Società

### Evoluzione demografica
Abitanti censiti